# Liste des basiliques de Rome
 (novembre 2023).
Motif : L'ordre des items n'est pas clair, les noms des items sont soit en français, soit en italien, et il est nécessaire d'ajouter une rubrique « commentaire » pour expliquer des items qui portent l'intitulé « église ».
Cet article recense les basiliques de Rome, en Italie.

## Liste

### Basiliques majeures
L'Église catholique romaine reconnaît 4 basiliques majeures : 3 sont situées à Rome, la dernière au Vatican, État entièrement entouré par Rome et qui fait partie de son diocèse.
| Basilique                          | Municipio | Lieu     | Notes                                                           | Coordonnées                       | Images |
| ---------------------------------- | --------- | -------- | --------------------------------------------------------------- | --------------------------------- | ------ |
| Basilique Saint-Jean-de-Latran     | I         | Monti    | Cathédrale de Rome et du monde                                  | 41° 52′ 56″ nord, 12° 30′ 22″ est |        |
| Basilique Saint-Pierre             |           | Vatican  | Contient la tombe de saint Pierre, église de l'état Pontifical. | 41° 53′ 55″ nord, 12° 27′ 12″ est |        |
| Basilique Sainte-Marie-Majeure     | I         | Monti    | Contient la relique de la Crèche                                | 41° 53′ 38″ nord, 12° 29′ 55″ est |        |
| Basilique Saint-Paul-hors-les-Murs | VIII      | Ostiense | Sur la via Ostiensis, contient le tombeau de saint Paul         | 41° 51′ 18″ nord, 12° 28′ 38″ est |        |

### Basiliques mineures
Outre les 4 basiliques majeures, Rome compte plus d'une soixantaine de basiliques mineures, plus que n'importe quelle autre ville au monde (la ville qui en compte le plus après Rome, Buenos Aires en Argentine, n'en compte que 15).
| Basilique                                                   | Municipio | Lieu            | Notes            | Coordonnées                       | Images |
| ----------------------------------------------------------- | --------- | --------------- | ---------------- | --------------------------------- | ------ |
| Basilique Sant'Anastasia al Palatino                        | I         | Campitelli      |                  | 41° 53′ 17″ nord, 12° 29′ 03″ est |        |
| Basilique Santi Cosma e Damiano                             | I         | Campitelli      |                  | 41° 53′ 31″ nord, 12° 29′ 15″ est |        |
| Basilique Santa Francesca Romana                            | I         | Campitelli      |                  | 41° 53′ 28″ nord, 12° 29′ 20″ est |        |
| Basilique Santa Maria in Aracoeli                           | I         | Campitelli      |                  | 41° 53′ 38″ nord, 12° 29′ 00″ est |        |
| Basilique Santi Ambrogio e Carlo al Corso                   | I         | Campo Marzio    |                  | 41° 54′ 19″ nord, 12° 28′ 40″ est |        |
| Église Santa Maria del Popolo                               | I         | Campo Marzio    |                  | 41° 54′ 41″ nord, 12° 28′ 35″ est |        |
| Basilique Santa Maria in Montesanto                         | I         | Campo Marzio    |                  | 41° 54′ 36″ nord, 12° 28′ 35″ est |        |
| Basilique Santa Maria degli Angeli e dei Martiri            | I         | Castro Pretorio |                  | 41° 54′ 11″ nord, 12° 29′ 49″ est |        |
| Basilique Sacro Cuore di Gesù                               | I         | Castro Pretorio |                  | 41° 54′ 10″ nord, 12° 30′ 09″ est |        |
| Basilique Santi Giovanni e Paolo                            | I         | Celio           |                  | 41° 53′ 11″ nord, 12° 29′ 32″ est |        |
| Basilique Santa Maria in Domnica                            | I         | Celio           |                  | 41° 53′ 05″ nord, 12° 29′ 44″ est |        |
| Basilique des Quatre-Saints-Couronnés                       | I         | Celio           |                  | 41° 53′ 18″ nord, 12° 29′ 54″ est |        |
| Basilique Saint-Sixte                                       | I         | Celio           |                  | 41° 52′ 49″ nord, 12° 29′ 46″ est |        |
| Basilique Sant'Andrea delle Fratte                          | I         | Colonna         |                  | 41° 54′ 13″ nord, 12° 29′ 01″ est |        |
| Basilique San Lorenzo in Lucina                             | I         | Colonna         |                  | 41° 54′ 12″ nord, 12° 28′ 43″ est |        |
| Basilique Sacro Cuore di Cristo Re                          | I         | Della Vittoria  |                  | 41° 55′ 03″ nord, 12° 27′ 55″ est |        |
| Église Sant'Antonio da Padova all'Esquilino                 | I         | Esquilino       |                  | 41° 53′ 20″ nord, 12° 30′ 14″ est |        |
| Basilique Sainte-Croix-de-Jérusalem                         | I         | Esquilino       |                  | 41° 53′ 16″ nord, 12° 30′ 59″ est |        |
| Basilique Saint-Clément-du-Latran                           | I         | Monti           |                  | 41° 53′ 22″ nord, 12° 29′ 51″ est |        |
| Église Saint-Étienne-le-Rond                                | I         | Monti           |                  | 41° 53′ 04″ nord, 12° 29′ 48″ est |        |
| Basilique San Martino ai Monti                              | I         | Monti           |                  | 41° 53′ 40″ nord, 12° 29′ 54″ est |        |
| Basilique Saint-Pierre-aux-Liens                            | I         | Monti           |                  | 41° 53′ 38″ nord, 12° 29′ 35″ est |        |
| Basilique Santa Prassede                                    | I         | Monti           |                  | 41° 53′ 46″ nord, 12° 29′ 55″ est |        |
| Basilique Santa Pudenziana                                  | I         | Monti           |                  | 41° 53′ 55″ nord, 12° 29′ 44″ est |        |
| Basilique San Vitale                                        | I         | Monti           |                  | 41° 53′ 59″ nord, 12° 29′ 27″ est |        |
| Église San Lorenzo in Damaso                                | I         | Parione         |                  | 41° 53′ 49″ nord, 12° 28′ 19″ est |        |
| Basilique San Marco Evangelista al Campidoglio              | I         | Pigna           |                  | 41° 53′ 45″ nord, 12° 28′ 53″ est |        |
| Église Santa Maria in Via Lata                              | I         | Pigna           |                  | 41° 53′ 54″ nord, 12° 28′ 53″ est |        |
| Basilique de la Minerve                                     | I         | Pigna           |                  | 41° 53′ 53″ nord, 12° 28′ 42″ est |        |
| Panthéon                                                    | I         | Pigna           |                  | 41° 53′ 55″ nord, 12° 28′ 37″ est |        |
| Église Sant'Andrea della Valle                              | I         | Ponte           |                  | 41° 53′ 45″ nord, 12° 28′ 28″ est |        |
| Basilique Sant'Apollinare                                   | I         | Ponte           |                  | 41° 54′ 04″ nord, 12° 28′ 24″ est |        |
| Église Santi Celso e Giuliano                               | I         | Ponte           |                  | 41° 54′ 02″ nord, 12° 28′ 01″ est |        |
| Église San Giovanni Battista dei Fiorentini                 | I         | Ponte           |                  | 41° 53′ 59″ nord, 12° 27′ 54″ est |        |
| Basilique San Bartolomeo all'Isola                          | I         | Ripa            |                  | 41° 53′ 25″ nord, 12° 28′ 41″ est |        |
| Basilique Santi Bonifacio e Alessio                         | I         | Ripa            |                  | 41° 53′ 01″ nord, 12° 28′ 44″ est |        |
| Église Sainte-Sabine                                        | I         | Ripa            |                  | 41° 53′ 04″ nord, 12° 28′ 47″ est |        |
| Église Santa Maria in Cosmedin                              | I         | Ripa            |                  | 41° 53′ 21″ nord, 12° 28′ 56″ est |        |
| Basilique San Camillo de Lellis                             | I         | Sallustiano     |                  | 41° 54′ 25″ nord, 12° 29′ 40″ est |        |
| Église Santa Balbina all'Aventino                           | I         | San Saba        |                  | 41° 52′ 50″ nord, 12° 29′ 23″ est |        |
| Basilique San Saba                                          | I         | San Saba        |                  | 41° 52′ 43″ nord, 12° 29′ 08″ est |        |
| Basilique San Nicola in Carcere                             | I         | Sant'Angelo     |                  | 41° 53′ 28″ nord, 12° 28′ 48″ est |        |
| Basilique Sant'Agostino in Campo Marzio                     | I         | Sant'Eustachio  |                  | 41° 54′ 03″ nord, 12° 28′ 27″ est |        |
| Basilique Sant'Eustachio                                    | I         | Sant'Eustachio  |                  | 41° 53′ 55″ nord, 12° 28′ 33″ est |        |
| Église Sainte-Cécile-du-Trastevere                          | I         | Trastevere      |                  | 41° 53′ 15″ nord, 12° 28′ 33″ est |        |
| Basilique San Crisogono                                     | I         | Trastevere      |                  | 41° 53′ 21″ nord, 12° 28′ 25″ est |        |
| Basilique Sainte-Marie-du-Trastevere                        | I         | Trastevere      |                  | 41° 53′ 22″ nord, 12° 28′ 11″ est |        |
| Basilique des Saints-Apôtres                                | I         | Trevi           |                  | 41° 53′ 53″ nord, 12° 29′ 00″ est |        |
| Basilique San Giuseppe al Trionfale                         | I         | Trionfale       |                  | 41° 54′ 42″ nord, 12° 27′ 06″ est |        |
| Basilique Santa Croce a Via Flaminia                        | II        | Flaminio        |                  | 41° 55′ 43″ nord, 12° 28′ 07″ est |        |
| Basilique Sant'Eugenio                                      | II        | Pinciano        |                  | 41° 55′ 07″ nord, 12° 28′ 29″ est |        |
| Basilique Sacro Cuore Immacolato di Maria                   | II        | Pinciano        |                  | 41° 55′ 39″ nord, 12° 28′ 52″ est |        |
| Basilique Santa Teresa d'Avila                              | II        | Pinciano        |                  | 41° 54′ 41″ nord, 12° 29′ 42″ est |        |
| Basilique Saint-Laurent-hors-les-Murs                       | II        | Tiburtino       | Basilique papale | 41° 54′ 09″ nord, 12° 31′ 14″ est |        |
| Basilique Sant'Agnese fuori le Mura                         | II        | Trieste         |                  | 41° 55′ 22″ nord, 12° 31′ 08″ est |        |
| Basilique San Giovanni Bosco                                | VII       | Don Bosco       |                  | 41° 51′ 32″ nord, 12° 33′ 56″ est |        |
| Basilique Santa Maria Ausiliatrice                          | VII       | Tuscolano       |                  | 41° 52′ 28″ nord, 12° 31′ 49″ est |        |
| Basilique Saint-Sébastien-hors-les-Murs                     | VIII      | Ardeatino       |                  | 41° 51′ 20″ nord, 12° 30′ 56″ est |        |
| Basilique Santa Maria Regina degli Apostoli alla Montagnola | VIII      | Ostiense        |                  | 41° 51′ 13″ nord, 12° 28′ 59″ est |        |
| Basilique Saints-Pierre-et-Paul                             | IX        | Europa (it)     |                  | 41° 50′ 01″ nord, 12° 27′ 33″ est |        |
| Église Santa Maria Mater Ecclesiae                          | IX        | Torrino         |                  | 41° 48′ 27″ nord, 12° 25′ 52″ est |        |
| Basilique Sant'Aurea                                        | X         | Ostia Antica    |                  | 41° 45′ 33″ nord, 12° 18′ 07″ est |        |
| Basilique San Pancrazio                                     | XII       | Gianicolense    |                  | 41° 53′ 06″ nord, 12° 27′ 14″ est |        |
| Basilique Nostra Signora di Guadaluppe e San Filippo (it)   | XIII      | Aurelio         |                  | 41° 53′ 38″ nord, 12° 25′ 00″ est |        |
| Basilique Santa Sofia                                       | XIV       | Trionfale       |                  | 41° 54′ 42″ nord, 12° 23′ 51″ est |        |